# クリスティーヌ・シコ
クリスティーヌ・シコ（ Christine Cicot 1964年9月10日-) は、フランスのリブルヌ出身の柔道選手。現役時代は72kg超級の選手。

## 人物
初期の頃は主に72kg級に出ていたが1988年からは本格的に72kg超級に参戦するようになり、1996年アトランタオリンピックでは銅メダルを獲得した。1997年に地元のパリで開催された世界選手権では、決勝で日本の二宮美穂から先に大内刈で技ありを取られたものの、終盤になって谷落で逆転勝ちして33歳にして世界チャンピオンとなっている。2000年シドニーオリンピックでは3位決定戦で日本の山下まゆみと対戦、終了と同時に山下の大外刈で一本負けして5位に終わった。

## 主な戦績
72kg級での戦績
- 1984年 - ヨーロッパ選手権　2位
- 1985年 - イギリス国際　3位
- 1986年 - ドイツ国際　優勝
- 1986年 - ヨーロッパ選手権　無差別　3位
- 1986年 - オーストリア国際　優勝
- 1986年 - 福岡国際　3位

72kg超級での戦績
- 1988年 - オーストリア国際　2位
- 1990年 - ドイツ国際　3位
- 1990年 - ヨーロッパ選手権　優勝
- 1991年 - 世界選手権　7位
- 1992年 - ドイツ国際　2位
- 1993年 - ハンガリー国際　2位
- 1994年 - チェコ国際　優勝
- 1994年 - ヨーロッパ選手権　無差別　2位
- 1995年 - ヨーロッパ選手権　2位
- 1995年 - 世界選手権　無差別　7位
- 1996年 - フランス国際　3位
- 1996年 - フランス国際　3位
- 1996年 - チェコ国際　優勝
- 1996年 - アトランタオリンピック　3位
- 1996年 - 福岡国際　3位
- 1997年 - ワールドカップ団体戦　3位
- 1997年 - 世界選手権　優勝
- 1995年 - ヨーロッパ選手権　3位
- 1997年 - ワールドカップ団体戦　2位
- 1999年 - 福岡国際　2位
- 1999年 - 世界選手権　5位
- 2000年 - ヨーロッパ選手権　3位
- 2000年 - シドニーオリンピック　5位